# Bundesstraße 218
Pour les articles homonymes, voir Route 218.
La Bundesstraße 218 (abréviation: B 218) traverse l'arrondissement d'Osnabrück, dans le Land de Basse-Saxe.

## Tracé
La Bundesstraße commence à l'est de Fürstenau comme une continuation de la Bundesstraße 214 qui bifurque vers Diepholz. Elle part ensuite vers le sud-est, vers Bramsche qu'il traverse, et continue à l'est du Mittellandkanal, coupe la Bundesautobahn 1 et se termine près de Bohmte. Le tracé au pied des Wiehengebirge en direction de Minden va de l'autre côté du rond-point par la B 65. La B 51 coupe la B 218 entre Osnabrück et Diepholz.
La B 218 fait partie de la route de Bramgau et de la route de la culture mégalithique.